# Siyabonga Nkosi
Siyabonga Solace Nkosi (* 22. August 1981 in Newcastle) ist ein ehemaliger südafrikanischer Fußballspieler.
Der Mittelfeldspieler spielte in der Jugend für die Orlando Pirates, ehe er zu Bloemfontein Celtic wechselte. Im Juli 2006 wechselte Nkosi zum südafrikanischen Topklub Kaizer Chiefs nach Johannesburg, wo sein Trainer zunächst Ernst Middendorp war.
Zur Saison 2007/08 wechselte Nkosi zum deutschen Erstligisten Arminia Bielefeld, bei dem er aber zuletzt keine Rolle mehr spielte. Im Januar 2009 wechselte er von Arminia Bielefeld zu dem vom deutschen Rekordnationalspieler Lothar Matthäus trainierten Verein Maccabi Netanja nach Israel.
Zur Saison 2009/10 ging er in die Heimat zu SuperSport United. Nach nur einem Jahr verließ er den Verein, um zu den Golden Arrows zu wechseln. Dort erhielt er einen Einjahresvertrag mit Option auf ein weiteres Jahr. Nach zwei Jahren bei den Golden Arrows, wechselte er zurück zu den Kaizer Chiefs, wo er 2015 seine Karriere beendete.
Siyabonga Nkosi war außerdem Nationalspieler Südafrikas und nahm mit dem Nationalteam an der Fußball-Weltmeisterschaft 2010 im eigenen Land teil.